# 尼羅河河口海戰
尼羅河海戰（英語：Battle of the Nile），又名為阿布基爾灣海戰（法語：Bataille d'Aboukir），是英法兩國之間於1798年8月在尼羅河河口爆發的一場海戰。此战爆发三個月前，英國注意到法國艦隊在拿破崙·波拿巴將軍的命令下，正秘密從土倫運載大批部隊至亞歷山大港。英國皇家海軍立時派遣霍雷肖·納爾遜少將率軍狙擊，一連串大小海戰隨即在地中海爆發，而尼羅河海戰正是其中的高潮。在這場海戰中，納爾遜殲滅了弗朗索瓦-保羅·布魯伊·德加里耶率领的法國地中海艦隊，取得決定性勝利。
为促使英國退出法国大革命战争，拿破仑于1798年5月起自土伦出发远征埃及，计划将其作为进攻英属印度的根据地。英國為刺探法軍目的，派遣納爾遜自西班牙塔霍河率領一支分艦隊以追蹤和殲滅拿破仑的舰队。英國艦隊跟随法國艦隊逾兩個月，其間多次只和法軍相距數小時的航程。拿破崙注意到納爾遜窮追不捨，将目的地保持为最高機密，终于躲過英國海軍的狙擊，在攻佔馬耳他後登陸埃及。
法國陸軍既已登陸，布魯伊就決定在距離亞歷山大城東北方32公里（20英里）的阿布基爾灣下錨，並組成了一個他自信堅不可摧的防御阵型。8月1日，皇家艦隊抵達埃及並發現了法國艦隊；納爾遜隨即下達攻擊令。英國艦隊兵分兩路：一路繞過法艦縱隊的前方，駛入下錨的法艦和海岸之間的間隙；第二路則駛近法艦向海的那一面。戰線前方的幾艘戰艦隨即陷入英軍艦炮的兩面夾擊；經過三小時的激烈交火後，這幾艘法國戰艦終於被迫投降。另一方面，法國艦隊的中心雖成功擊退英軍的首輪攻擊，但隨著英軍援兵趕至，中心戰艦無力面對新一輪的襲擊；其中旗艦「東方」號更在晚10点爆炸沉沒，導致指挥官布魯伊陣亡。法軍前鋒和中心的崩潰、加上主帥的戰死，使得坐鎮法國艦隊尾部的海軍少將皮埃尔-夏尔·维尔纳夫無心戀戰。他決定率領法軍殘部突圍，逃出阿布基爾灣；但在所有17艘參與戰役的法國軍艦中，最終只有兩艘戰艦和兩艘巡防艦得以成功脫身，法國的地中海艦隊至此覆滅。
尼羅河海戰扭轉了英法兩國在地中海的戰略形勢，亦使皇家海軍得以保持戰略優勢直到戰爭結束。此役也鼓勵了其他歐洲列強對抗法國，導致第二次反法同盟出現。拿破崙的陸軍因失去海軍而被困埃及；而皇家海軍在敘利亞海岸的戰略優勢對英軍於阿卡之役的勝利亦作出了重大貢獻，把拿破崙趕回法國。在此戰役中負傷的納爾遜則在歐洲大陸被視為英雄，亦因此役被封為男爵（尽管他曾暗中表示這封賞並不足夠）。他麾下的艦長得到社會高度讚揚，成為日後「納爾遜兄弟」傳奇的核心成員。這場戰役在大眾心目中留下深刻印象；1826年作家費莉絲亞·希爾曼就曾寫下名詩《卡薩比安卡》以紀念此戰，在民間的同類作品中最為著名。

## 背景
拿破崙·波拿巴在北義大利对奧地利帝國取得的巨大胜利，鞏固了1797年第一次反法同盟戰役中法国的勝利，亦導致英國成為惟一一個仍和法蘭西第一共和國作戰的歐洲列強。 為了對付英國，督政府曾考慮不同戰略，包括直接登陆愛爾蘭岛和大不列顛、或是藉著擴張法國海軍來在海上挑戰英國皇家海軍。但法國雖多番努力，北海仍牢牢控制在英國人手中，以致法國野心勃勃的計劃在短期內完全無法實施，而皇家海軍在大西洋的制海權仍然堅不可摧。但是，隨著1796年英國和西班牙開戰，英國艦隊被抽離，法國海軍在地中海開始具備戰略優勢。這使拿破崙構思以入侵埃及作為直接對抗英國的替代方案；他相信英國會忙於處理在愛爾蘭一觸即發的叛亂而無暇干涉地中海的事務。
拿破崙最終的目的是要拿下英屬印度，迫使英國退出戰爭。英屬印度是大英帝國的重要部分；英國須靠著印度的交通進行貿易，才能獲得足夠收入，繼續和法國作战。如果法國成功在埃及建立根據地，该交通將被切斷，而英國經濟將難以在財政上繼續支持戰爭。所以，拿破崙認為，只要在埃及（名義上是中立的鄂圖曼帝國的一部分）設立一個永久的基地，法國將能獲得一個日後用以進攻英屬印度的战略跳板；之後只要再聯合印度斯赫里朗格阿帕特塔納地區反英的蒂普蘇丹夾攻英屬印度，英國就可能被迫退出和法國的戰爭。
法國督政府贊成拿破崙的計劃。不過背後的主要原因是政治性的；當時督政府內部巴不得野心勃勃的拿破崙和熱烈支持他的老將們離法國越遠越好。1798年春，拿破崙在從意大利並法屬地中海地區徵召超過35,000名士兵，並在土倫建立了一支強大的艦隊。為了在埃及建立一個法國殖民地，他也組織了由一班科學家和工程師組成的科學及藝術委員會。拿破崙將遠征軍的目的地定為最高機密——大部分陸軍軍官根本不知道他們的目標是甚麼；直至完成遠征的第一階段後，拿破崙才公開這秘密。

### 地中海戰爭

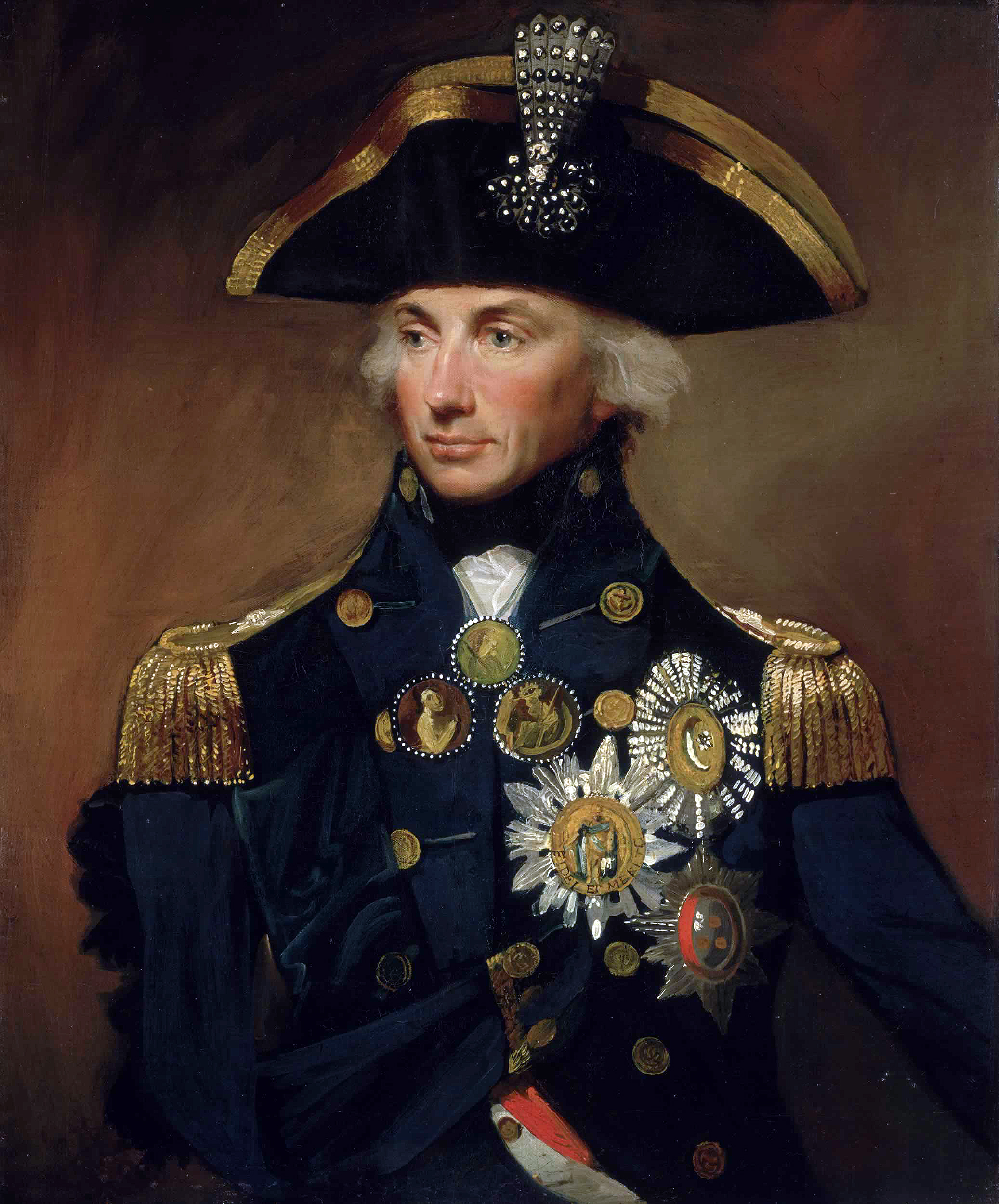
《海軍少將霍雷肖·納爾遜》, 林米爾·法蘭西斯·亞博特, 1800, 國家航海博物館. 他的三角帽上的冠毛是鄂圖曼蘇丹因尼羅河之戰的勝利而頒贈給他的

1798年5月19日，拿破崙的艦隊自土倫啟航，很快就駛過利古里亞海；在熱那亞聚集更多艦艇後，隨即向南沿著撒丁島岸邊航行，在6月7日就已駛過西西里島 。6月9日，艦隊駛至由醫院騎士團控制的馬爾他；當時騎士團的大團長是斐迪南·馮·霍姆佩斯·祖·波爾咸 。拿破崙请求讓他的艦隊進入要塞化的瓦萊塔海港，但被拒絕；他隨即以大規模入侵馬爾他群島作為回應，並在24小時內徹底擊敗了醫院騎士團。後者在6月12日正式投降；騎士團把馬爾他群島及其資源的主權移交給拿破崙（其中包括羅馬天主教會在馬爾他的眾多財產），以換取豐厚的經濟賠償。在一週之內，拿破崙完成對艦隊的補給；為了維持法國對馬爾他的控制，他留下克勞德-亨利·貝爾格蘭·德·弗勃華將軍率領4,000人留守瓦萊塔。6月19日，艦隊離開馬爾他，沿著克里特島的方向，駛向亞歷山大港
當拿破崙駛向馬爾他時，英國皇家海軍在超過一年後重新進入地中海。對英國海軍部的史賓塞伯爵來說，法國預備攻打地中海沿岸的報告是個不小的警告。他隨即命令駐塔霍河的地中海艦隊指揮官，約翰·傑維斯中將，派一支分艦隊調查法軍動向。傑維斯於是決定將三艘戰艦和三艘巡防艦，交由霍雷肖·納爾遜少將指揮，搜索法軍。納爾遜戰鬥經驗豐富：早在1794年，納爾遜在科西嘉的戰鬥中失去一眼；1797年二月，他在聖文生角戰役中因俘獲兩艘西班牙戰艦而得到嘉獎。同年七月，他在聖克魯斯特內里費戰役中再斷一臂，被迫回國療傷。
於是，剛在四月底才回到塔霍河的納爾遜，隨即又到直布羅陀去集結停泊當地的分艦隊，然後航行至利古里亞海。5月21日，納爾遜駛近土倫時，一陣猛烈的暴風來襲，吹散了分艦隊；納爾遜的旗艦「前衛」號失去了上桅，更幾乎撞在科西嘉岸邊。其餘戰艦則停泊在撒丁尼亞島外邊的聖彼得羅島，而巡防艦就被吹到西方，無法返航。
6月7日，「前衛」號經過匆忙整修後，一支由十艘戰艦和一艘四等艦組成的艦隊加入納爾遜的麾下。這支艦隊由湯瑪斯·提魯布列茲所指揮，是傑維斯派來支援納爾遜的；艦隊同時給納爾遜帶來傑維斯的命令，要求他對法國艦隊展開追擊。現在納爾遜雖有足夠的艦艇來挑戰法國艦隊，但仍有兩大難題困擾著他：一、缺乏情報；二、無巡防艦可作艦隊前哨，偵察附近敵艦的動向。為了解決第一個問題，他率艦南下厄爾巴島和那不勒斯。當地英國大使威廉·咸美頓果然幫了納爾遜一個大忙：他向納爾遜報告，指法國艦隊已越過西西里島，向馬爾他駛去。但第二個難題卻仍困擾著英國艦隊：那不勒斯國王斐迪南因懼怕法軍的報復，雖經納爾遜和咸美頓的懇求，仍不願將他的巡防艦借給英軍。6月22日，一艘由拉古薩駛來的雙桅橫帆船為納爾遜帶來法軍的消息，指他們已在6月16日自馬爾他向東駛去。納爾遜和他的戰艦艦長們經過一番討論後，判斷法軍的目標必定是埃及；他們隨即向埃及啟航，展開對法國艦隊的追擊。
納爾遜堅持直駛亞歷山大，不走任何迂迴路線；這使皇家海軍屢次錯失了和法國海軍接觸的機會。納爾遜他們錯估了法國艦隊的航速，以為他們比自己走快五天；實際上兩軍只差兩天的距離。6月22日傍晚，納爾遜的艦隊在黑暗中駛越行動緩慢的法國入侵艦隊；英軍完全不知他們距離目標多麼近。由於納爾遜採取了直駛亞歷山大港的航線，皇家艦隊在6月28日就到達目的地，發現法國艦隊並不在當地。與形跡可疑的鄂圖曼指揮官賽義德·穆罕默德·葛拉音會面後，納爾遜下令英國艦隊向北駛去。7月4日，英軍抵達安那托利亞岸邊，然後西返西西里。以少於一日之差，納爾遜再次錯過了法國艦隊——後者的哨戒艦在6月29日傍晚剛抵達亞歷山大。
由於納爾遜不久前幾乎追上法軍，拿破崙決定把握時機，立即展開攻擊。法國部隊在差劣的指揮下實行兩棲作戰，導致最少20人溺斃。但其後法軍沿岸推進，憑藉猛烈的攻勢奪取了亞歷山大城；拿破崙隨即由此率領陸軍主力部隊向內陸推進。他下令艦隊指揮官弗朗索瓦-保羅·布魯伊·德加里耶中將在亞歷山大港下錨。但海軍測量員報告指，進入該港的航道既窄又淺，不適合法軍大型艦艇駛入。因此，法軍選擇距亞歷山大港東北方32公里（20浬）的阿布基爾灣作為代替亞歷山大港。
7月19日，納爾遜的艦隊抵達位於西西里的錫拉庫扎，進行必要的補給。納爾遜在那裡寫信，形容前幾月所發生的事：「從前有句老話：『魔鬼的兒女總能交上魔鬼的好運。』我找不到法國艦隊——最少現在我對此毫無頭緒；他們正置身在我模糊的猜想之外。迄今，我所有的霉運，已從對巡防艦的渴望開始，不斷在這行動的各個層面擴散開去。」到了7月24日，他的艦隊已完成補給。由於納爾遜肯定法國艦隊一定仍在地中海東邊某處，英國艦隊再次啟航，駛向摩里亞。7月28日，納爾遜終於在希臘的科郎獲得法軍進攻埃及的情報；他隨即再次率艦南下。8月1日，他的前哨艦HMS「亞歷山大」號和HMS「史威所爾」號終於目擊到法軍運輸船隊在亞歷山大出現。

### 阿布基爾灣
法軍內部對於艦隊應否停泊在阿布基爾灣曾有不同想法。當亞歷山大港被證實不適合法國艦隊停泊後，布魯伊招聚他的艦長們，就他們各自的理想港口進行討論。拿破崙下令艦隊在水深淺、地形開放的阿布基爾灣下錨；但他加上一個建議說，如果停在此港太危險，布魯伊可以率艦北駛科孚島，只留下運輸艦和少數輕型戰艦在亞歷山大。但布魯伊相信岸上的陸軍需要他的艦隊來提供必要的支援，因而並未對此建議加以採納。後來他又召集艦長們登上他的120門炮旗艦「東方」號，討論一下納爾遜會否發現法國艦隊在此下錨。海軍少將亞爾曼·班蘭夸特·德·切爾拿反對在阿布基爾灣下錨，並堅持法國艦隊在開放水域才能以最佳狀態應戰；但其餘的艦長均同意在阿布基爾灣組成艦隊戰列下錨，將會是應對納爾遜來襲的上策。拿破崙當時可能估計，阿布基爾灣對法國艦隊來說只是個臨時港：在7月27日，他表示他認為布魯伊已經將他的船轉移到亞歷山大；三日後拿破崙下令艦隊前往科孚島，預備對鄂圖曼帝國在巴爾幹的領土展開海上行動。但是，傳達這道命令的信使被貝都因武裝份子截住並被加以殺害，所以布魯伊並不知道拿破崙這想法。

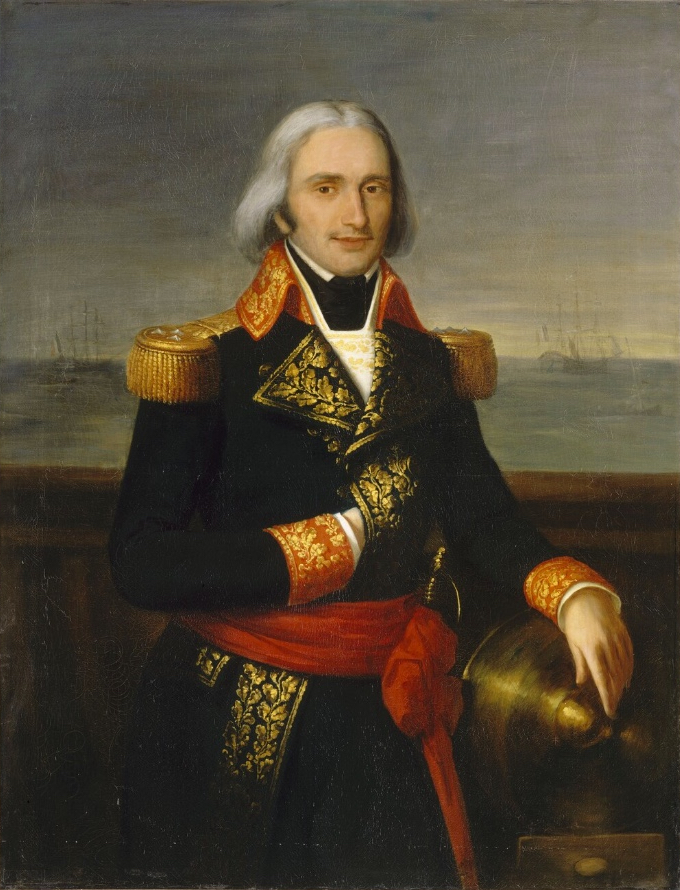
弗朗索瓦-保羅·布魯伊·德加里耶
不知名畫家，凡爾賽宮

阿布基爾灣是個向內陸凹進去的海灣，長16海里（30公里），從西邊阿布基爾的村落伸延到東邊羅塞塔的城鎮；此海灣正是尼羅河其中一個流向地中海的出口。1798年，此海灣受它在西邊延伸出去的石頭淺灘所保護；這淺灘由一個在3里（4.8公里）遠、受阿布基爾城堡所守衛的岬延伸出來。在一個小島上，有個位處石堆中的小炮台保衛該淺灘。該炮台由法軍士兵駐守，有著最少四門加農炮和兩門重型迫擊炮。布魯伊為了增強該島的戰鬥力，以支援艦隊戰列的前部，早前已經下令他的迫擊炮船和巡邏艦（gunboats）在小島西邊的石堆中下錨。再遠些的淺灘則伸延至小島的南方，再以一個略為半圓的方式，延伸至海灣距離岸邊1650碼（1510米）之處。這些淺灘使得大型戰艦因為水深太淺而無法通過該處的水道；因此布魯伊下令他的十三艘戰艦沿著淺灘的東北邊至小島南方，組成一條艦隊戰列，使得補給物資可從戰艦的左舷卸下，同時右舷火炮的火力可以覆蓋任何向海灣進行登陸行動的英軍艦艇。每艘戰艦都收到命令，要求她們的艦首和艦尾均需以強力纜繩繫住首尾鄰艦；這將可有效地使法國艦隊戰列成為一列長長的海上炮台，理論上堅不可摧。布魯伊又在戰艦的左舷部署了第二條艦隊戰列，由四艘巡防艦組成，長約350碼（320米），位處主戰列的西方，大約在主戰列和淺灘之間。法軍主戰列的首艦是「戰士」號，停泊在距離阿布基爾島東南方2400碼（2200米）、並圍繞該島的淺灘邊1000碼（910米）處。主戰列向東南方延伸，中心由淺灘向海彎出去。法國戰艦以160碼（150米）的距離相隔，而整列戰艦長2850碼（2610米），以旗艦東方號為中心，兩艘80門炮戰艦在首尾分別下錨。主戰列尾部由坐鎮「威爾·泰爾」號的海軍少將皮埃尔-夏尔·维尔纳夫指揮。
但是，布魯伊和他的艦長們在部署過程中犯下一連串致命的錯誤，埋下慘敗的伏線。布魯伊作出上述部署的原因，是為了迫使英軍攻擊法軍主戰列較強的中心及尾部，並使前部在英軍接近時，得以利用流行的東北風對英軍加以反擊。但是，他犯的第一個嚴重錯誤就是在「戰士」號和淺灘之間留下了足夠的空間，讓一艘敵艦得以穿越法軍主戰列的前部，在法艦和淺灘之間的水域行駛，使得戰線前方缺乏支援的戰艦陷入來自兩側的敵艦的交叉炮火中。使情勢變得更壞的是，法軍只是預備使用右舷火炮（向海那邊）和敵軍作戰，而左舷（向岸那邊）則未作任何戰鬥準備。左舷的火炮是關上的，而且左舷甲板則並未清空，堆放著各種補給品，窒礙火炮的使用。
法國艦隊的部署還有第二個重要的缺陷：戰艦之間的間隔過大，足以讓一艘英艦穿過，從而使法軍主戰列陷入被分割的危機。根據布魯伊本來的計劃，法艦之間的距離是160碼（這距離本已不恰當）。但使情況變得更壞的是，法國艦隊奉命只是在艦首處下錨，使得戰艦隨風搖擺；而且，並不是所有的法軍艦長都遵命將鄰艦之艦首、艦尾以纜繩繫上。這使得艦與艦之間的距離變得越來越大。同時，這產生一些未被任何戰艦的舷側火力所覆蓋的空間。英軍戰艦可以在這些地方下錨，然後近距離攻擊法軍，而不會受到反擊。法軍部署的最後一個缺陷就是，主戰列的尾部因為風向的關係而不能有效支援前部。
禍不單行，布魯伊正面對著一個危機——缺乏糧水。幾乎所有補給物資都被拿破崙卸到岸上帶走，以供陸軍之用；但同時，並沒有來自陸地的補給物資供應艦隊所需。布魯伊於是決定讓每艘戰艦派遣25人沿岸徵收糧食、掘井和收集淡水。由於貝都因武裝分子的持續攻擊，每支補給部隊都需要全副武裝的警衛人員保護。所以，在任何時候，艦隊三分之一的水手都不在艦上。布魯伊向法國海軍部長愛提安·尤斯泰先·布力斯寫了一封信，報告法國艦隊當時的窘急情況：「我們的人員無論在數量還是質素上都屈居下風。我們大多數的索具都日久失修；我敢肯定，管理這支只配有如斯裝備的艦隊時，所需的勇氣絕對不可以少。」

## 戰役

### 納爾遜到达战场

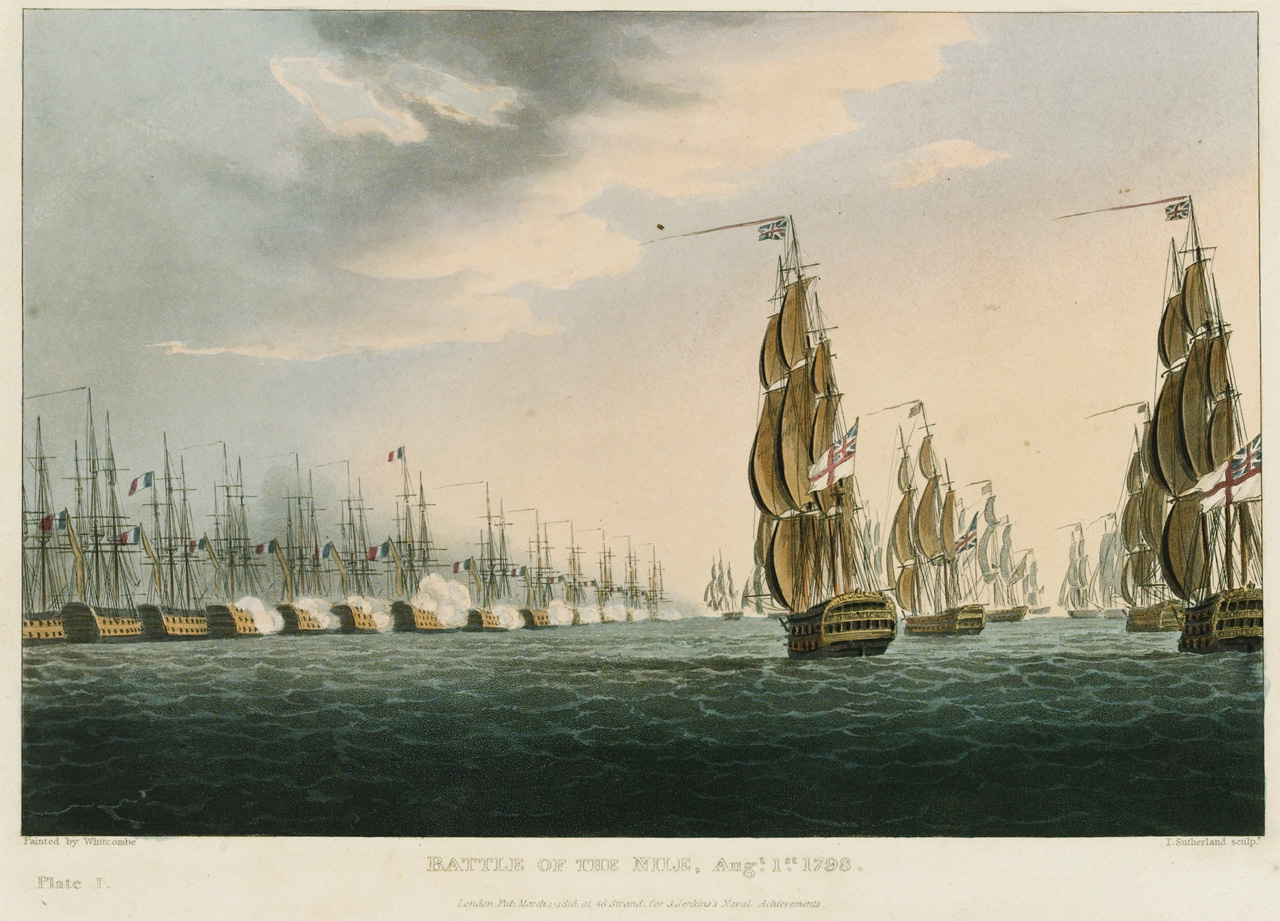
「尼羅河戰役，1798年8月1日」，湯瑪斯·威金，1816，國家航海博物館。英國艦隊衝向法軍主戰列。

起初，納爾遜雖因發現法軍主力艦隊不在亞歷山大而感到失望，但現在法軍運輸艦的位置告訴納爾遜，它們一定在附近。8月1日14:00時，HMS 「熱忱」號的暸望人員報告說法軍在阿布基爾灣下錨。該艦的訊號員正向HMS「歌利亞」號的訊號員打出這訊息時，卻錯誤地把16艘戰艦說成13艘。與此同時，法艦「歡樂」號的暸望人員也目擊到在阿布基爾灣約9海浬外的英國艦隊。但因為太多水手需要在岸上作業，布魯伊並沒有部署任何輕型戰艦擔任哨戒，以致他不能對突然出現的英軍迅速作出反應。。法軍起初報告指英國艦隊只有11艘戰艦——「史威所爾」號和「亞歷山大」號雖完成了她們的哨戒任務，但仍在從亞歷山大港返航的途中，距主力艦隊西邊3海浬（5.6公里）外。而提魯布列茲的戰艦HMS「古洛登」號，也和主力艦隊有一段距離；她正拖著一艘被俘的商船。在法軍面前，提魯布列茲決定放棄商船，然後拚命趕上納爾遜的主力艦隊。
法國艦隊開始忙亂地預備迎擊英國艦隊。隨著法軍各艦開始備戰，布魯伊命令他的艦長們登上「東方」號舉行會議，並匆忙召回在岸上作業的人員回艦；不過直至戰鬥開始，有大部分水手仍未回艦。於是大量水手從各巡防艦上被抽調，分配到各戰艦上，解決戰艦兵員不足的問題。布魯伊同時希望引誘英國艦隊衝上阿布基爾島的淺灘上擱淺，就派了「嘲笑者」號和雙桅帆船「警報」號在淺水上航行作為誘餌。在16:00時，「亞歷山大」號和「史威所爾」號雖然仍和英國主力艦隊有一段距離，但兩艦已開始進入法軍視距。布魯伊下令起錨、主戰列戰艦揚帆啟航。班蘭夸特反對這命令；他認為法國艦隊缺乏戰鬥人員，難以同時駕船和操炮作戰。但不久納爾遜下令他的前導艦減速，好讓英國艦隊能以一個更佳的隊形向法國艦隊推進；這使得布魯伊相信，英軍為了避免冒著在狹窄水域夜戰的風險，會情願等到明天才作戰；布魯伊隨即撤銷了起錨的命令。布魯伊可能希望英國艦隊的拖延會使他有足夠的時間，在夜間逃離阿布基爾灣；拿破崙早就命令布魯伊盡量避免和英國艦隊作戰。
但事實上，英國艦隊的作戰步伐並未停下。納爾遜下令艦隊在16:00時減速，以容許艦艇在他們的錨索上操縱他們的「彈簧」；這是一種透過連結艦首的錨以增強戰艦穩定性的系統，以致當戰艦停下、面對敵艦時，仍可搖擺舷側火炮。這也可增加戰艦的機動性，從以減低舷側齊射時戰艦所承受的風險。在回到亞歷山大的航程中，納爾遜已經和他的資深艦長們勾劃出一個作戰計劃：他們將向法國艦隊推進，然後沿著法軍主戰線的前部和中心臨海的那一側駛去，以致每艘法艦都會面對兩艘英艦的攻擊，而巨艦「東方」號則會和三艘英艦作戰。當時的風向使得法軍尾部的戰艦從法軍主戰列較前的部份被分割出去，不能輕易趕上前方參與戰役。為了避免煙霧和夜色造成誤擊事件，納爾遜下令每艘船預備四盞燈橫放在後桅桿頭上，並懸掛照亮了的白船旗；這足以和法軍的三色旗構成明顯的分別，避免在低能見度中誤判敵友。隨著英國艦隊完成戰備，納爾遜和「前衛」號的軍官舉行一場戰前的最後晚餐，並在席間站起來，宣佈說：「在明天這時候前，我若得不到一個貴族爵位，就是西敏寺的一個墳位。」（英國的戰爭英雄，通常會因為得勝而得到一個貴族爵位，或因戰死而得以根據傳統，在西敏寺下葬。）

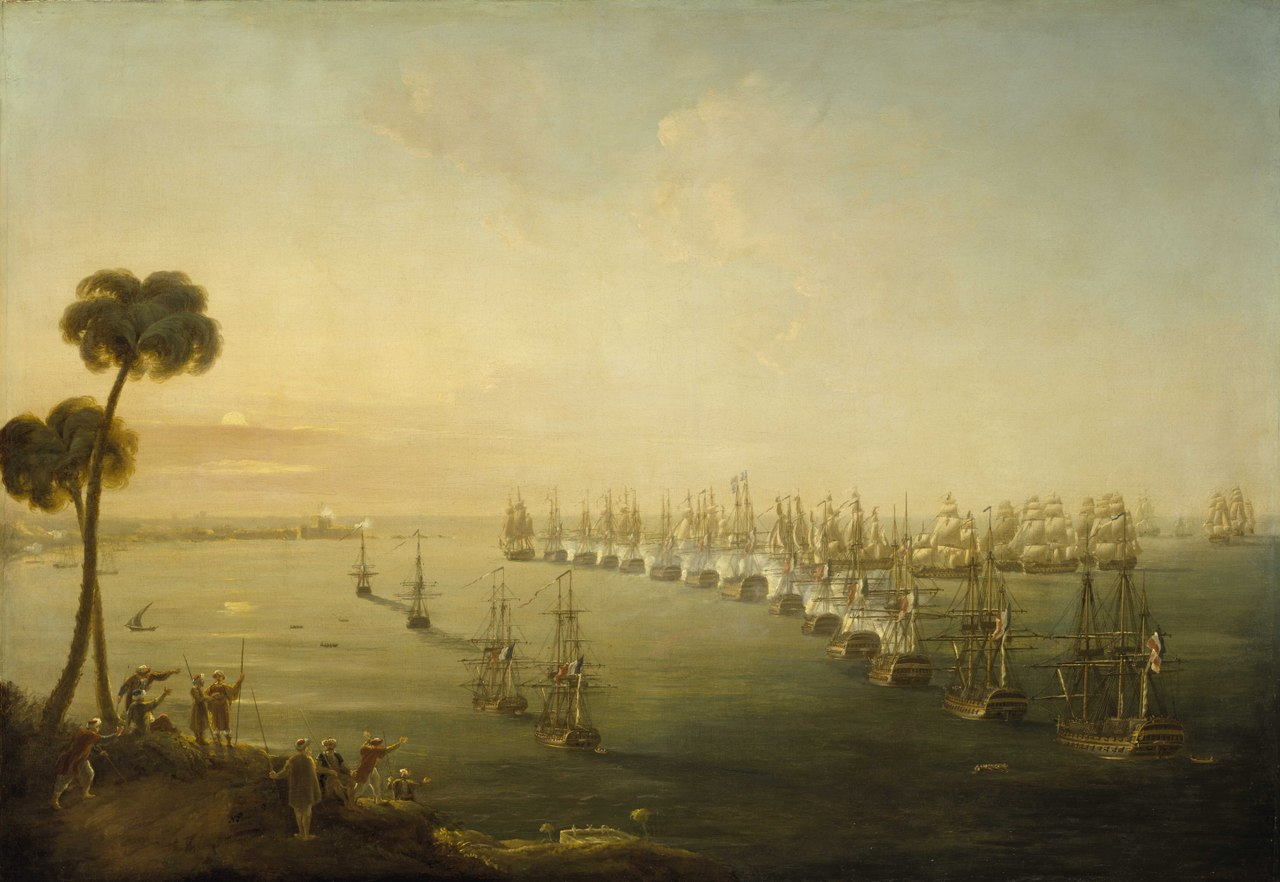
「尼羅河戰役，1798年8月1日」，尼古拉斯·波科克，1808，國家航海博物館

就在法軍剛放棄啟航不久，英國艦隊再次高速接近法國艦隊。因此，布魯伊放棄原先的期望，再次預計法軍會在當晚受到攻擊；他隨即下令每艘戰艦將彈簧放在錨索上，預備作戰。他派「警報」號駛向前方，接近領首的英艦，然後急劇駛向西方的淺灘；布魯伊希望英國的戰艦會追擊「警報」號，使她們在淺灘上擱淺。但納爾遜麾下沒有一個艦長上當；他們不為所動，逕直向法軍駛去。17:30時，納爾遜招呼「熱忱」號；這是一艘由塞繆爾·胡德艦長所指揮的領航艦；該艦當時正和另一艘領航艦「歌利亞」號比賽，希望成為第一艘向法軍開火的戰艦。納爾遜命令胡德劃出一條最安全的航道進入阿布基爾灣。當時英軍連一幅載有阿布基爾灣水深或地形的海圖也沒有；他們只有一張「史威所爾」號從一艘商船艦長所得的粗略草圖、一冊在「熱忱」號上不精準的英軍地圖集，和一幅「歌利亞」號上有著35年歷史的、從法軍得來的地圖。胡德回覆說，他前進時會小心地進行探淺作業；並說：「若您讓我擁有帶您進入這場戰爭的榮譽，我將繼續率領艦隊向前推進。」接著，納爾遜停下來，和湯瑪士·哈迪中尉的雙桅橫帆船HMS「麥爾汀」號通話；該艦已從一艘亞歷山大的小船俘獲一些領港員。隨著旗艦「前衛」號停下來，跟隨的艦艇隨之減速。這導致「熱忱」號、「歌利亞」號和其餘的艦艇間產生空隙。為了減低對戰鬥力的影響，納爾遜下令拉爾夫·威利特·米勒所指揮的HMS「忒修斯」號駛越旗艦並加入先鋒艦艇「熱忱」號和「歌利亞」號。18:00時，英國艦隊張滿帆，重新啟航；由於「古洛登」號落後北方，「前衛」號在由10艘戰艦組成的戰列中排行第六，而「亞歷山大」號和「史威所爾」號仍從西方努力趕上主力艦隊。英法雙方的艦隊都由鬆散的組織變成嚴密的戰列；雙方都意識到這是戰鬥的訊號，於是立即掛起他們的旗幟。每艘英艦都額外加掛數面聯合王國旗幟，以備主旗被炮火射走時派上用場。18:20時，由於「歌利亞」和「熱忱」兩艦高速逼近，法軍領首兩艦「戰士」和「征服者」號向英艦開火，打響尼羅河戰役的第一炮。

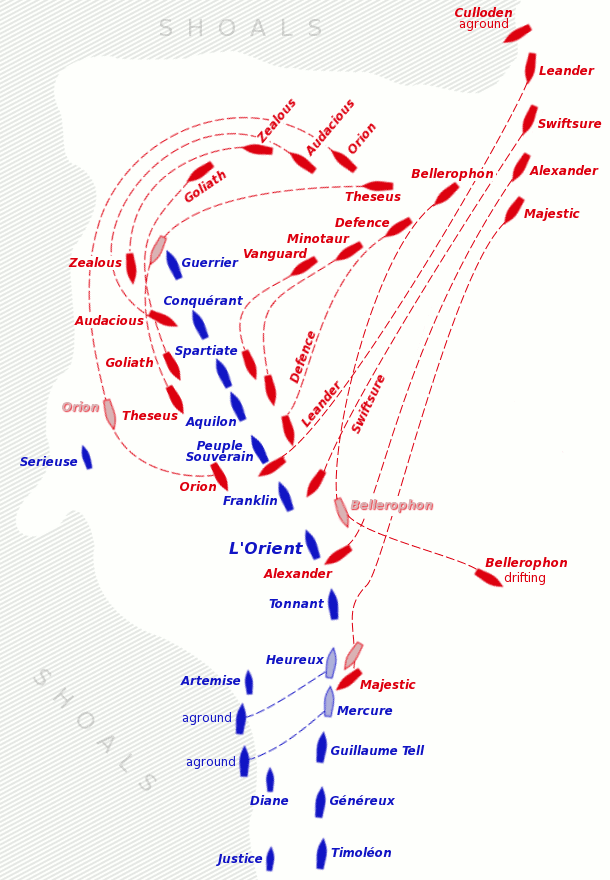
1798年8月1-2日，尼羅河戰役中各艦的位置和動向。圖中的英艦以紅色標示，而法艦則用藍色。戰艦的中途位置以淺紅／淺藍色標示。這地圖已被簡化，因此有幾個無關緊要的地方和正文有所出入。

「歌利亞」號在法軍向其開火10分鐘後，不理會岸炮及「戰士」號分別對左右兩舷的炮擊（其實大多數炮彈只是飛過「歌利亞」號，並未構成嚴重威脅），駛過法軍主戰列的前方。在「歌利亞」號逼近法軍前，艦長湯瑪士·弗利意外地發現在「戰士」號和淺灘之間有個水深較淺的空隙。在他個人的意願下，弗利決定對此善加利用。當「戰士」號的艦首進入射程，「歌利亞」號隨即開火；當她轉向並駛近「戰士」號的左舷時，「歌利亞」號用舷側火炮進行雙重發射（double-shot），使「戰士」號嚴重受損。 弗利的海軍陸戰隊隊員和一班來自奧地利的擲彈兵也使用他們的滑膛槍加入攻擊。弗利本想在「戰士」號的旁邊下錨，好能和法軍更近地交戰；但因為錨下得太慢，「歌利亞」號完全駛過「戰士」號，並最終在法艦「征服者」號艦首旁停下。於是「歌利亞」號向這新目標開火；與此同時，「歌利亞」號也開始用右舷的火炮，和近岸的法國巡防艦「嚴肅」號和炮艦「大力神」號間歇性地交火。
胡德的「熱忱」號也加入戰事。該艦也像「歌利亞」號般，越過法軍主戰列的前方，並成功地在「戰士」號旁邊——弗利本想停泊的位置下錨，在「戰士」號艦首很近的地方和法軍交火。五分鐘之內，「戰士」號的前桅桿已被打斷，後邊跟著「熱忱」號駛入空隙的英艦上，隨即傳來士兵的歡呼喝彩。皇家艦隊的速度使法軍艦長們感到驚訝；在開始交火時，他們還在「東方」號上和布魯伊開會。於是，眾艦長隨即匆匆搭乘小艇回到他們的戰艦上；其中「戰士」號艦長尚-法朗索瓦-提摩太·圖魯耶尚未登艦，已著急地從小艇上喊著，下令艦上人員立即開火還擊「熱忱」號。
第三艘加入行動的英艦，是詹姆士·索摩賴斯爵士的HMS「獵戶座」號。此艦和前兩艦一樣，也越過法軍主戰列的前方，在主戰列和近岸的巡防艦之間航行。法軍巡防艦「嚴肅」號因此炮擊「獵戶座」號，打傷了「獵戶座」號兩名船員。根據當時的海戰傳統，當戰艦遇到相同大小的艦艇時，是不會主動攻擊巡防艦的，但法國巡防艦艦長克勞德-尚·馬丁卻在這時不理會這規則。因此，索摩賴斯繼續前進，等到該巡防艦進入近距離射程，才開火還擊。「獵戶座」號只用了一次舷側齊射，就將那巡防艦化作一堆漂在水上的殘骸；隨後「嚴肅」號漂到淺灘邊停下，退出戰鬥。
由於「獵戶座」號攻擊「嚴肅」號時，繞行了一段距離，另外兩艘英艦於是趁這空檔也加入攻擊。其中一艘是「忒修斯」號；這艘戰艦偽裝成一等艦，在行動中跟隨弗利駛過法艦「戰士」號的艦首。艦長米勒駕船穿越雙方打成一片的各艘戰艦，駛到第三艘法艦「斯巴達」號附近與其交戰。米勒在法艦的左舷旁下錨，近距離炮擊法軍。另一艘英艦則是戴維奇·古爾德指揮的HMS「大膽」號；他駛過法艦「戰士」和「征服者」之間的隙縫，穿越法軍戰線，在兩艦之間下錨，同時炮擊兩艦。[Note B]「獵戶座」號之後重新加入攻擊行動，並比預期中向南駛得更遠，向第五艘法艦「民權」號和班蘭夸特少將的旗艦「富蘭克林」號展開炮擊。
18:40時，接著的三艘英艦以納爾遜的旗艦「前衛」號為首，保持著戰鬥隊列，在法軍主戰列的右舷下錨；跟隨「前衛」號的兩艘英艦分別是HMS「米諾陶」號和HMS「防衛」號。納爾遜將他戰艦的火力集中在法艦「斯巴達」號上，而「米諾陶」號艦長湯瑪士·路易斯則攻擊並未開始作戰的「亞奎隆」號，「防衛」號艦長約翰·佩頓則加入了「獵戶座」號對法艦「民權」號的攻擊行動。
隨著法國艦隊前部陷入英軍重圍，緊接駛來的英艦HMS「柏勒洛豐」號和HMS「威嚴」號決定避開前方混戰的地方，駛到未開始作戰的法國艦隊的中心。兩艦隨即比對手更強地展開炮擊，使法國戰艦備受重創。「柏勒洛豐」號艦長亨利·達秘錯過在法艦「富蘭克林」號旁下錨的機會；當他停下時，赫然發現自己正身處法軍旗艦「東方」號的炮口下。但達秘仍然勇敢地向巨艦「東方」號開火，並取得不小的戰果：就在兩艦交火時，「東方」號上的布魯伊的臉和手，被橫飛的破片打成重傷。「威嚴號」艦長喬治·布蘭當·威斯科特也錯過了他預期中的泊位，並幾乎撞在法艦「歡樂」號上；該艦隨即陷入法艦「雷霆」號艦炮的強力轟擊中。「威嚴」號由於來不及停下，其起重臂（jib）和「雷霆」號的橫桅索纏在一起。但英國艦隊的災難仍未結束。夜色漸濃，由提魯布列茲所指揮的「古洛登」號因為駛得太近阿布基爾島，在淺灘上擱淺了。該艦的小艇、「麥爾汀」號帆船和50門炮戰艦HMS「利安德」號（艦長湯瑪士·湯普森爵士）上的人員雖拚盡全力，企圖使「古洛登」號重新下水，但該戰艦仍紋風不動；使情況更加惡化的是，海浪將「古洛登」號進一步推上淺灘，使這艘英國戰艦的船身嚴重受損。

### 法軍前衛投降
19:00時，英國艦隊的後桅識別燈亮起。與此同時，法艦「戰士」號已被英艦打得面目全非，桅桿全被打斷。反觀英艦「熱忱」號則幾乎毫髮無損；這是因為胡德艦長已把船駛至大部分法艦的舷側火炮之外，並且「戰士」號一直未準備好同時應付左右兩舷的敵艦，而且左舷火炮也被儲存物資堵塞而不能使用。雖然「戰士」號已化為一堆殘骸，但艦上人員拒絕投降；他們更繼續操作艦上少量可用的火炮還擊，雖然得到的只是「熱忱」號猛烈的炮擊。除了使用艦炮轟擊，胡德也叫來他的海軍陸戰隊，下令他們使用滑膛槍向法艦上層甲板分批齊射；此舉雖把甲板上的法軍驅入船艙，卻仍無法迫使艦長圖魯耶投降。直至21:00時，胡德派一艘搭載登陸小組的小船到「戰士」號去，「戰士」號才決定投降。「征服者」號則在更短時間內投降。駛過的英艦向這法艦猛烈地進行舷側齊射，而「大膽」號和「歌利亞」號在19:00時前已把該艦的三枝桅杆全部擊斷，使「征服者」號遭到嚴重損毀且動彈不得。因此傷重垂危的艦長艾蒂安·德巴雷下令降旗投降；隨後一支登陸小隊上船並控制了該艦。但這兩艘英艦和「熱忱」號相比，則在接敵時受到較嚴重的損害；其中「歌利亞」號所有的索具幾乎全被摧毀，所有風帆也都受損，且有著超過60人的傷亡。「征服者」號既被擊敗，「大膽」號艦長古爾德就用在纜繩上的彈簧移動船身，把舷側炮火轉移到下一艘法艦「斯巴達」號上。此時在西邊已成殘骸的「嚴肅」號巡防艦在淺灘水域沉沒，風帆自水面突出，生還者爬到小艇上，向岸划去。

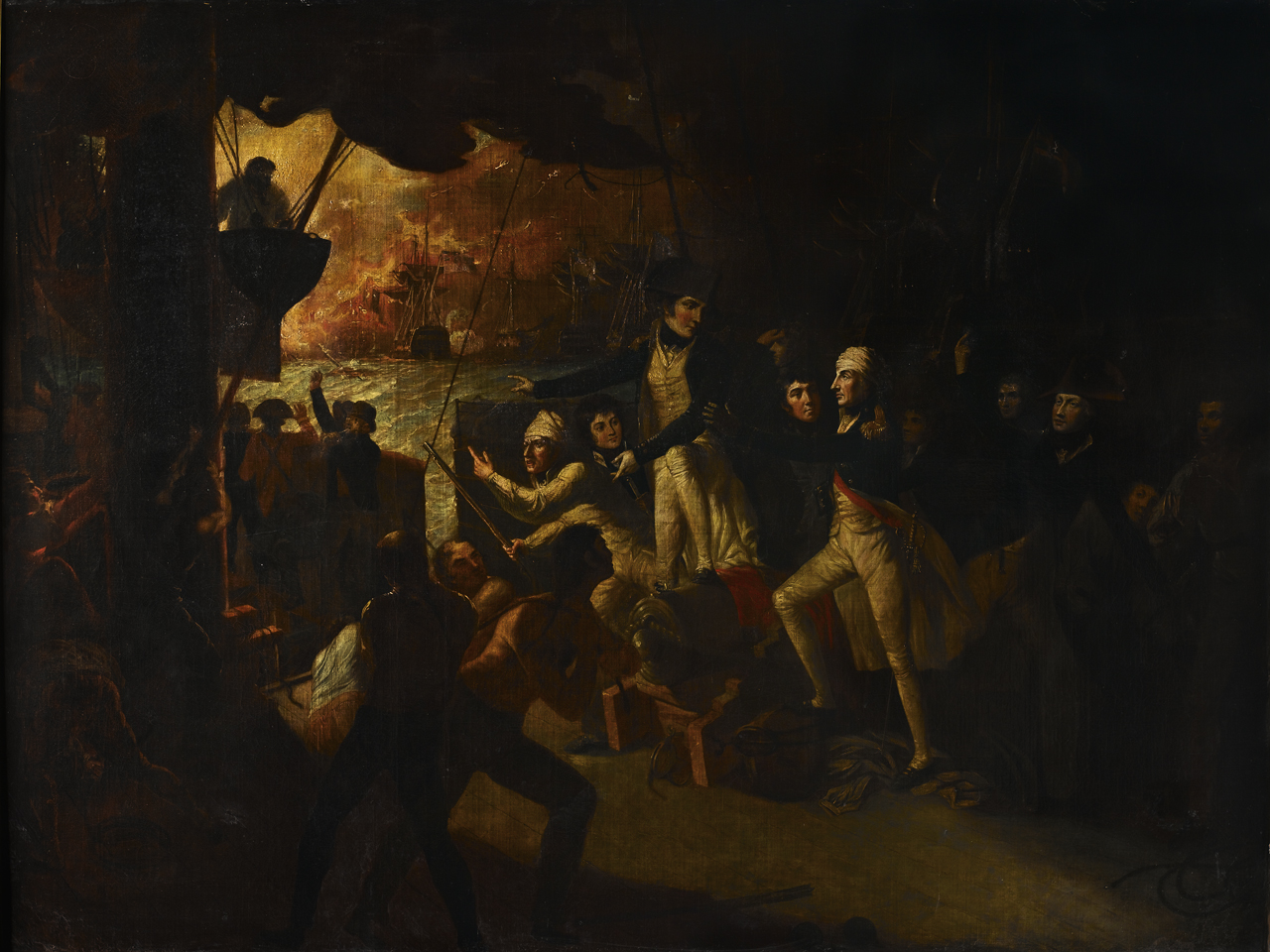
「尼羅河戰役，1798年8月1日」，但以理·奧瑪，1805，國家航海博物館。納爾遜在包紮好傷口後回到甲板上。

隨着「大膽」號轉移目標，「斯巴達」號艦長慕理斯-朱利安·艾馬利優現在面對着三個對手。幾分鐘之內，他船上所有的桅桿相繼被打斷；但圍繞該艦的戰鬥卻仍繼續進行，直到重傷的艾馬利優艦長在21:00時下令降旗投降為止。「斯巴達」號雖寡不敵眾，卻並非孤軍奮戰；該艦後方的「亞奎隆」號雖正和英艦「米諾陶」號戰鬥，卻曾支援過「斯巴達」號。「亞奎隆」號是法國艦隊的前部裡，惟一只和一艘英艦單獨作戰的戰艦；艦長安托·萊尼·泰弗納用錨繩上的彈簧來調整船身角度，使炮彈可打到納爾遜的旗艦「前衛」號艦首，造成英軍逾100人傷亡，其中包括納爾遜。約20:30時，一塊從「斯巴達」號發射的鐵片（這是在進行langrage shot時發射的；langrage是當時海戰中的一種武器）打中納爾遜瞎了的右眼，使得他的一塊瞼皮揭起，遮住兩眼，使他暫時失去視力。他隨即倒在艦長愛德華·貝瑞的雙臂中，並立即被帶下甲板。他既認定自己已受致命傷，就喊說「我被殺了，記得向我妻說起我」，並且吩咐他的牧師史提芬·喬治·科明來。「前衛」號的軍醫米高·傑弗遜立即檢視納爾遜的傷口，卻發現這只是一個普通創傷，隨即將該臉皮重新縫上。醫生勸他保持不動，但納爾遜不聽，趕在「東方」號爆炸前一刻趕到後甲板上，觀察戰事的最後階段。
雖然泰弗納成功移動艦身，但自己的艦首卻因而暴露在「米諾陶」號的炮火下，以致21:25時「亞奎隆」號的風帆已經全被打斷，艦身嚴重受損、泰弗納戰死，而他的一眾年輕軍官則被迫投降。因此，「米諾陶」號艦長湯瑪士·路易斯將戰艦駛至南方，加入對法艦「富蘭克林」號的攻擊。
在英艦「防衛」號和「獵戶座」號在左右兩舷的夾擊下，法艦「民權」號的前桅和主桅很快就被打斷了。此時，一塊木頭從「獵戶座」號的桅桿上掉下來，砸死兩人後弄傷了艦長索摩賴斯的大腿。在「民權」號上，重傷的艦長皮埃爾-保羅·萊各命令船員把錨索砍掉，希望逃脫英艦的炮轟。「民權」號在漆黑中向南飄到旗艦「東方」號附近，被後者誤以為是敵艦而遭炮擊。英艦「獵戶座」和「防衛」號卻無法即時展開追擊——前者險些碰到一艘臨時製造、在戰場上飄流的火船，而後者則已失去前桅。那艘火船滿載高度易燃物，來源至今未確定，但有可能是法艦「戰士」號在戰鬥開始時放下的。「民權」號在「東方」號附近下錨，但沒再參與戰鬥，並於該夜投降。「富蘭克林」號繼續戰鬥，但班蘭夸特的頭部已受重傷，而艦長基列特身上多處嚴重受傷，已在昏迷中被抬入船艙。不久，一個軍火艙爆炸，艦尾甲板起火，最終由船員費盡九牛二虎之力才加以撲滅。

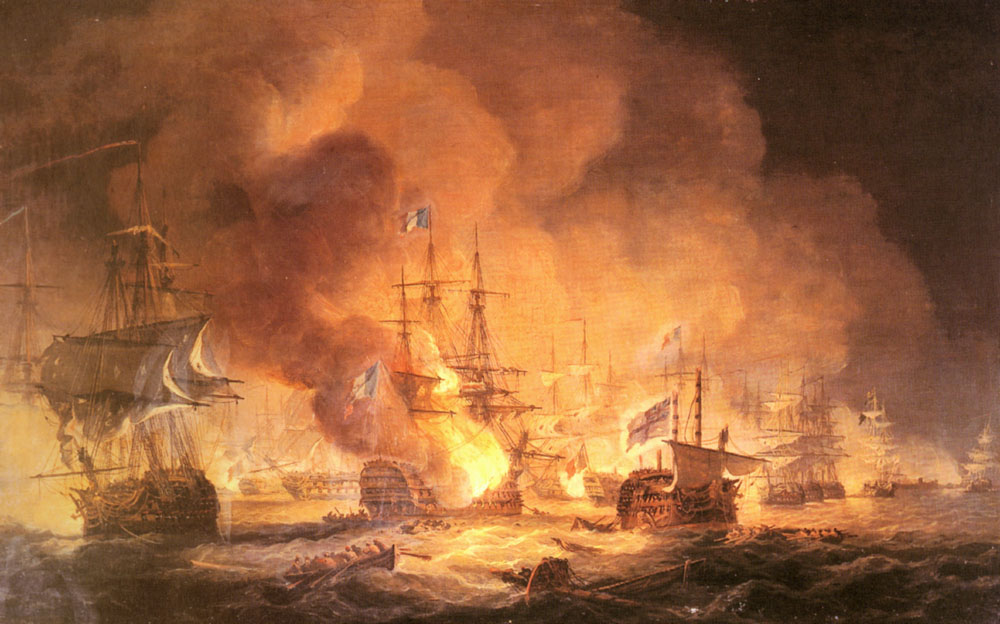
「尼羅河之戰」，湯瑪斯·魯尼，1834

在南邊，英艦「柏勒洛豐」號身陷「東方」號的猛烈炮擊，面臨滅頂之災。19:50時，該艦的後桅及主桅均被擊斷，艦上數處同時起火。雖然各處火焰均被撲滅，但該艦傷亡人數已超過200。達秘艦長意識到自己已身處一個捱打的位置，於是在20:20時下令砍斷錨索。備受摧殘的「柏勒洛豐」號飄離戰場，卻仍受到法艦「雷霆」號無情的轟擊，使該艦最後的前桅也倒下了。「東方」號也嚴重受損，而布律依亦被一顆炮彈打中腰部，險些把他打成兩半。15分鐘後隨即在甲板上離世，臨死前仍不願被帶下船艙。「東方」號艦長呂克-朱利安-約瑟夫·卡薩比安卡亦被橫飛的碎片打中面部昏迷，而站在他身旁的十二歲兒子，則被一顆炮彈打斷一隻腳。最南邊的英艦「威嚴」號，和八十門炮戰艦「雷霆」號展開纏鬥，傷亡慘重。艦長喬治·布蘭當·威斯科特被法軍火槍手射殺；羅伯特·庫斯柏特上尉接過指揮權，成功帶領「威嚴」號脫離纏鬥。「威嚴」號向南繼續飄去，在20:30時，該艦停在法艦「雷霆」和「歡樂」號之間，同時與兩艦戰鬥。為了支援中央的戰鬥，英艦「利安德」號見無望拖走擱淺的友艦「古洛登」號，就放棄拯救行動，駛到酣戰中的法艦戰線那裡，進入「民權」號飄離後留下的空隙，開始以猛烈的齊射轟擊「富蘭克林」和「東方」兩艦。
當阿布基爾灣的戰鬥如火如荼之際，兩艘落後的英艦正以黑夜中炮火的閃光作為目標，努力地向海灣駛去，期望加入戰事。「史威所爾」號艦長班傑明·哈洛威被擱淺的「古洛登」號警告不要駛近，就指揮戰艦遠離法國艦隊前鋒和英艦的混戰場面，向艦隊中心前進。就在20:00不久後，一艘所有桅都被打斷的船被目擊在艦首前漂過。哈洛威原先下令向該艦開火，但因不知該艦身份而後來撤消了這道命令。「史威所爾」號呼叫該艦，收到的訊息是「柏勒洛豐，因殘廢退出戰鬥。」哈洛威為著自己沒有誤擊友艦而鬆一口氣，並隨即駛到「東方」和「富蘭克林」號兩艦間，向兩艦開火。最後一艘尚未參戰的英艦「亞歷山大」號尾隨「史威所爾」號，靠近法艦「雷霆」號；後者當時正在飄離陷入混戰中的旗艦「東方」號。於是艦長亞歷山大·鮑爾指揮「亞歷山大」號加入對「東方」號的攻擊。

### 「東方」號爆炸沉沒

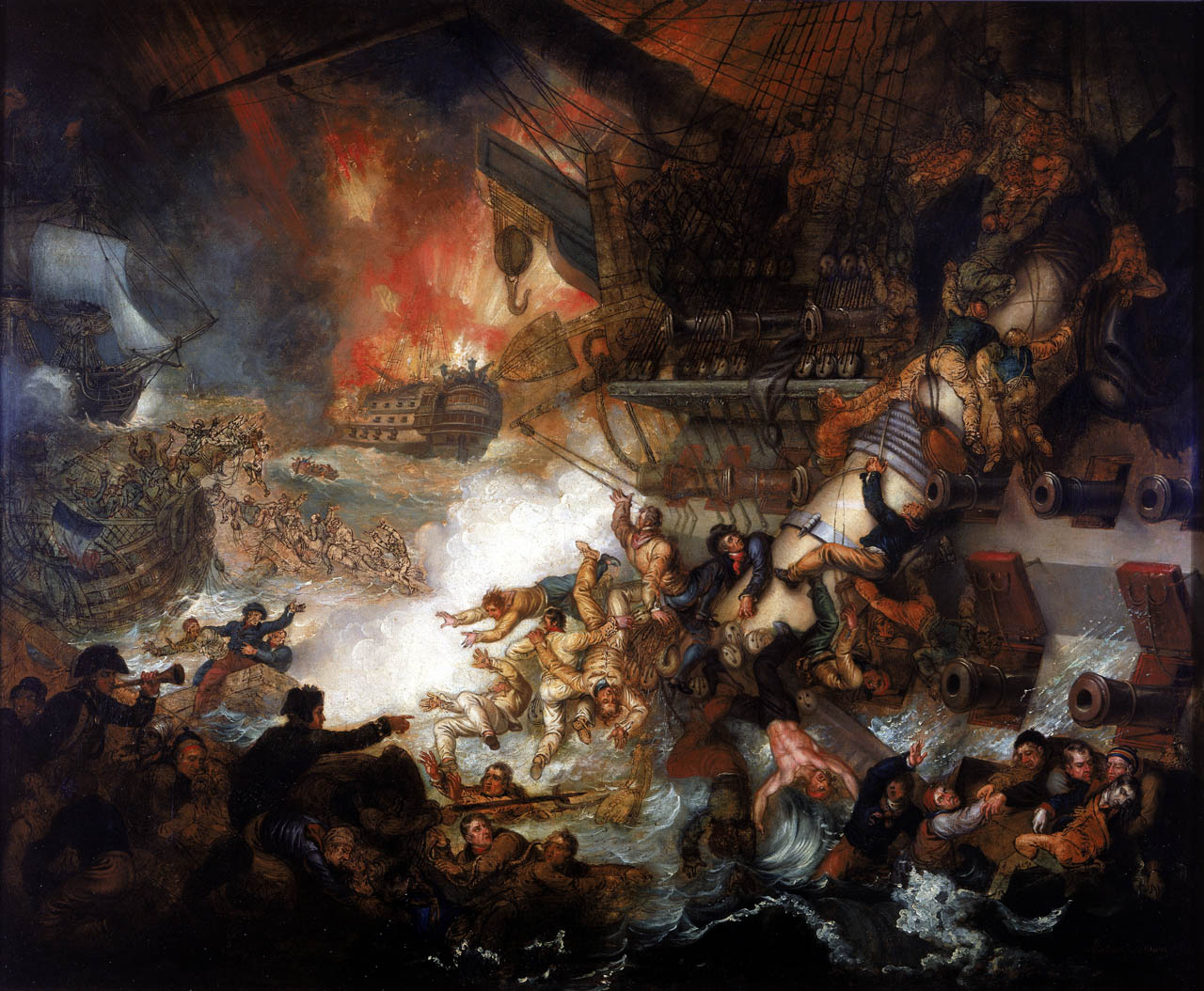
「尼羅河之戰：『東方』號爆炸，1798年8月1日」，馬瑟·布朗，1825，國家航海博物館

21:00，英軍發現「東方」號下層甲板有一處起火。哈洛威艦長發現到這將對「東方」號構成重大威脅，就下令炮手集中向該處開火。英軍持續不斷的炮火使「東方」號的艦尾到處起火，又使法軍滅火的努力全歸徒然。幾分鐘之內火焰已蔓延到船上的索具上，並點燃了主帆。最近的英艦「史威所爾」、「亞歷山大」和「獵戶座」隨即停止開火、關上舷炮，並開始駛離這艘燃燒中的戰艦，估計該艦大量的軍火儲備會引起猛烈的爆炸。並且，英軍將艦上的人員調離火炮旁邊，組成滅火小組，還將甲板和帆具浸在海水中，防止起火。同樣地，法艦「雷霆」、「歡樂」和「水星」亦砍斷錨索，向南飄離她們的旗艦。22:00時，火勢蔓延至「東方」號的彈藥庫，引起一陣巨爆，幾乎完全摧毀了整艘戰艦；單是這次爆炸已把最近的船艦之接縫處撕開，並將燃燒中的殘骸以一個巨大的圓形炸得四處也是，大部分落在四圍船隻後面的海中。殘骸在英艦「史威所爾」、「亞歷山大」和法艦「富蘭克林」上引起火災，但都被各船上的持水桶的水手撲滅（但「富蘭克林」號上發生了第二次爆炸）。
迄今仍無人能對當晚在「東方」號上所發生的那場火災作出證據確鑿的解釋，但其中一個廣為接受的原因，和在戰鬥前不久為船身上漆有關；艦上裝油和漆的罐子在上漆後被留在船尾樓狀甲板（poop deck）上，而不是小心地存放在適當的地方。從某英艦上來的一塊炮塞相信飄到「東方」號的船尾樓狀甲板，引燃了那些油漆。火勢迅速蔓延至布律依的住艙，並一個已備便、儲存一種名為Carcass的早期燃燒彈的軍火庫；這種炮彈被故意設計成在水中燃燒得比空氣來得更猛烈。反觀法國艦隊司令安諾雷·干圖其後報告指「東方」號爆炸沉沒的原因是一場在後甲板區發生的爆炸，引起一連串小型火災主甲板的小艇上發生。不論原因為何，火焰確實一度迅速蔓延至艦上的索具，且未能被船上的消防設施所撲滅——它們都被英軍的炮火擊毀了。第二處火焰開始在艦首燃起，將數百名水手困在船腰之中。在後來的考古調查中，人們發現殘骸散佈在逾500（550碼）範圍的海床上，並在調查中發現有證據顯示「東方」號是在兩場連續的爆炸中毀滅的。數百名艦上人員跳入海中以逃避火焰，但最後少於100人在爆炸中生還。英軍艦艇救起約70名生還者，包括受傷的軍官李安納德-伯納德·莫達德。包括干圖在內的少數人則坐筏子成功抵岸。餘下超過1000名的人員陣亡，包括艦長卡薩比安卡和他的兒子基奧坎特。

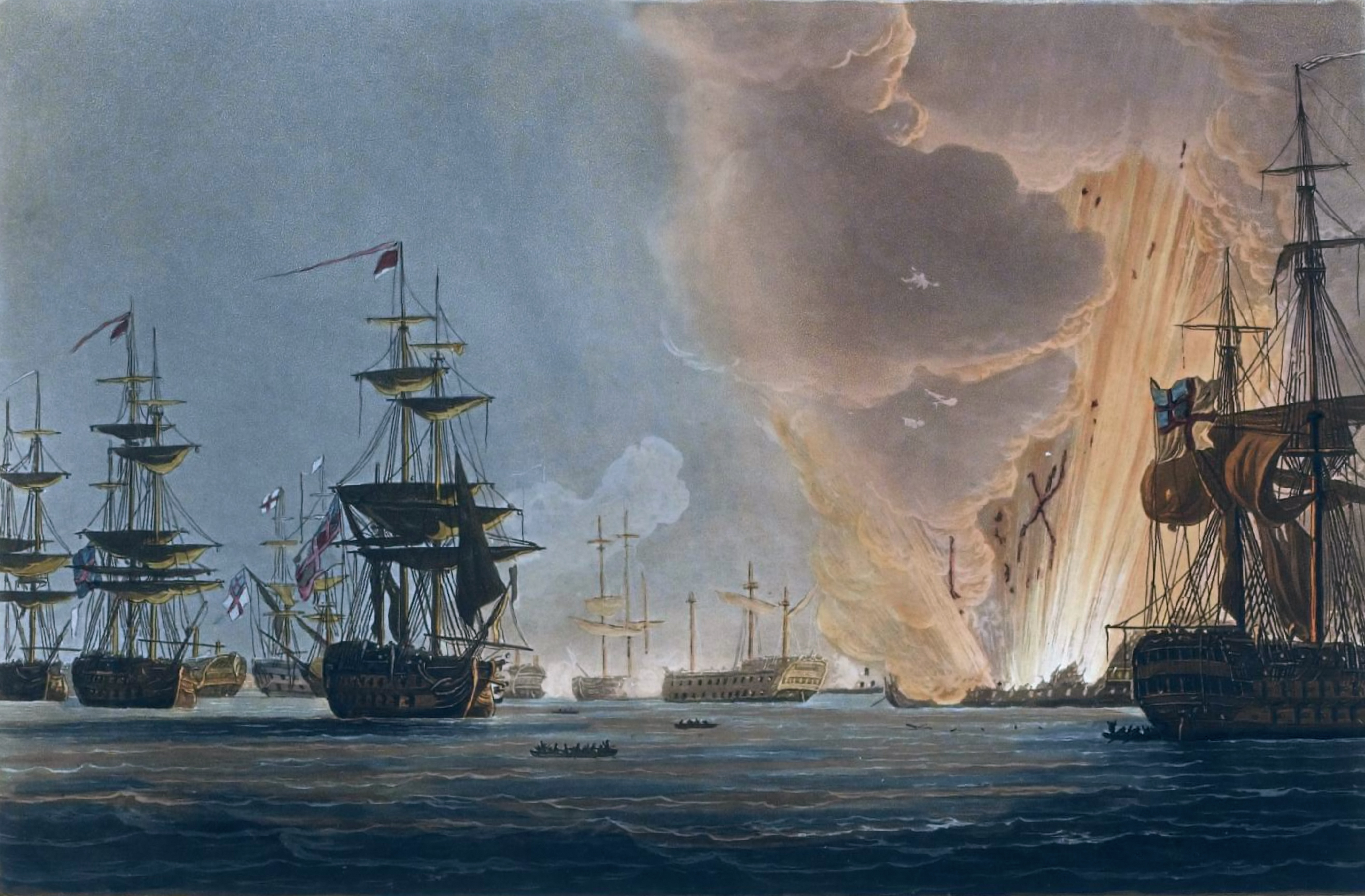
「尼羅河之戰，1798年8月1日」， 湯瑪斯·威金，1816，國家航海博物館—「東方」號的爆炸是此戰役的高潮

爆炸後10分鐘內雙方均無開火；兩軍水手不是被爆炸所震撼，就是忙於撲滅自己艦上的火災以繼續戰鬥。在這段戰役的「真空期」間，納爾遜下令英軍放下小艇，以救起那些在「東方」號殘骸附近的落水人員。22:10時，法艦「富蘭克林」號重新向「史威所爾」號開火，戰鬥繼續。在「史威所爾」和「防衛」號兩艦的夾擊下，該艦的所有桅杆很快就被打斷，逾半艦員傷亡；在孤立無援的情況下，頭部受到重創的班蘭夸特被迫率艦投降。
24:00時，法國艦隊只剩「雷霆」號仍在戰鬥。亞里斯蒂德·奧貝爾·杜·佩蒂特·杜阿爾斯准將繼續和「威嚴」號戰鬥；當「史威所爾」號駛入射程時，「雷霆」號亦向該艦開火。凌晨3時，在超過三小時的廝殺後，「威嚴」號失去主帆和後帆，而「雷霆」的所有桅桿都被打斷。雖然杜·佩蒂特·杜阿爾斯艦長（這是他的姓）已是戰役中被打斷兩腿及一臂，他還堅持將艦上的法國三色旗直接釘在桅桿上，防止它下降，並且藉著一桶小麥的幫助支撐起身子，繼續發施號令。在他的引導下，備受重創的「雷霆」號漸漸向南飄離戰場，加入維爾納夫的南方部隊；後者並未能使他的戰艦參與戰鬥。在整場戰役中，法國後方部隊仍向前面的戰艦隨機開火，但惟一明顯的作用，就只是把友艦「提摩利昂」號的舵擊碎了（旁邊的「慷慨」號的誤擊造成這次事故）。

### 翌日早上
8月2日凌晨4時，太陽昇起，法國南方部隊各艦「威廉·泰爾」、「雷霆」、「慷慨」和「提摩利昂」，與備受重創的英艦「亞歷山大」號和「威嚴」號再次交火。雖然法方稍具優勢，但不久英艦「歌利亞」號和「忒修斯」號加入戰鬥，雙方實力略成均勢。當「忒修斯」號艦長米勒把船駛到戰鬥位置時，該艦受到法國巡防艦「阿耳忒彌斯號」的輕微攻擊。米勒於是把船轉向這艘巡防艦，但該艦艦長皮埃爾—讓·史丹特列卻在這時降旗並下令棄艦。米勒派上尉威廉·何斯德率領一艘小艇佔領該艦，但史丹特列在離艦時在船上放火，該巡防艦不久後即爆炸沉沒。06:00時，法國艦隊僅存的戰艦以炮火掩護，慢慢離岸向東撤退。「熱忱」號展開追擊，並成功阻止法軍另一艘巡防艦「正義」號登上「柏勒洛豐」號；後者正在阿布基爾灣南方下錨，匆忙地進行搶修。

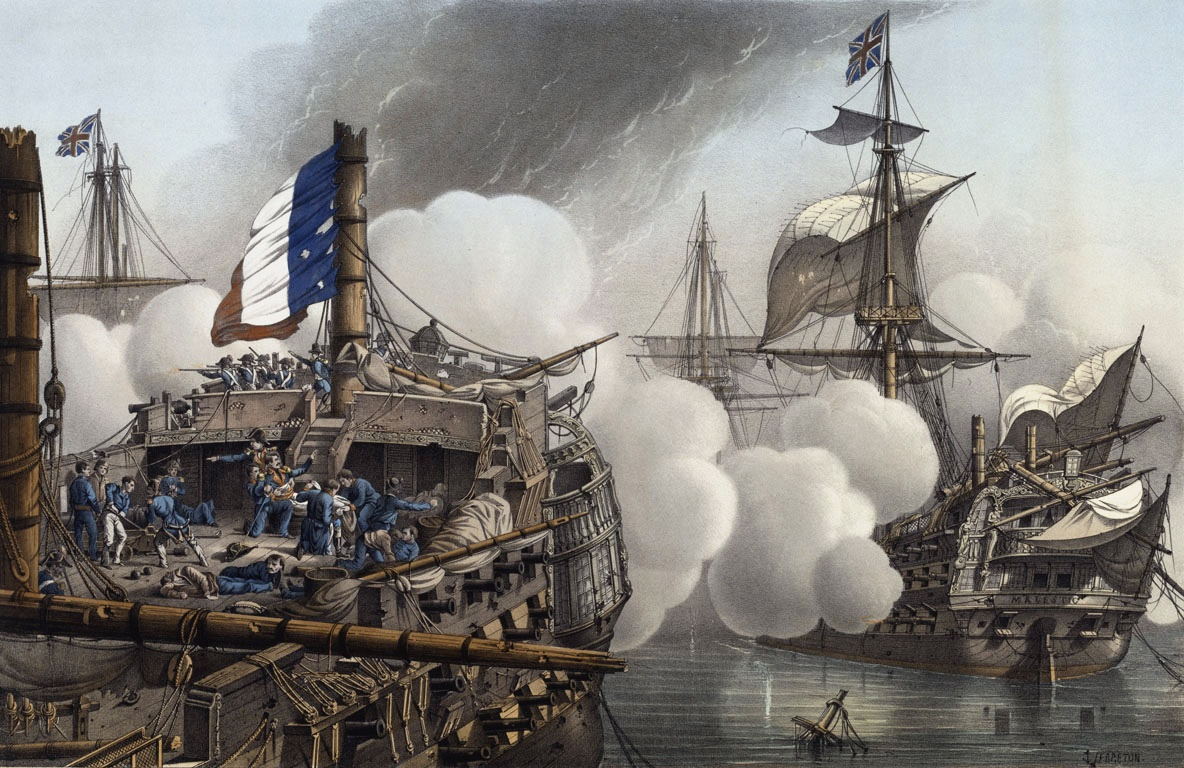
法國戰艦HMS雷霆號戰艦 (1798)在尼羅河海戰中被俘

其餘兩艘法軍戰艦仍掛著三色旗，但兩艦都並非處在一個撤退或是戰鬥的位置。當法艦「歡樂」和「水星」砍斷錨索以避開正在爆炸的「東方」號時，兩艦的戰鬥人員都恐懼非常，而兩位受傷的艦長都無法重新控制他們的戰艦。因此，兩艦都飄到淺灘上。英艦「亞歷山大」、「歌利亞」和「利安德」攻擊這兩艘擱淺並失去防衛能力的戰艦，而兩艦在短短幾分鐘內就投降了。「歡樂」、「水星」和「正義」三艦分散了英軍的注意力，讓維爾納夫得以成功帶領大部分的法國戰艦在11:00到達阿布基爾灣的灣口。在無桅的「雷霆」號上，杜·佩蒂特·杜阿爾斯准將已傷重陣亡，部屬依他的遺願把他的遺體拋入海中。由於「雷霆」號已不能達到所需的速度，人員把戰艦駛到岸上擱淺。「提摩利昂」號的位置和維爾納夫的相比來說過於偏南，前者無法跟上；因此，為了加入那些上岸逃生的法軍，該艦也駛上淺灘擱淺，過程中該艦的前桅因衝擊力過大而折斷。餘下的法艦——戰艦「威廉·泰爾」號和「慷慨」號、巡防艦「正義」號和「黛安」號——集結在一起並向地中海衝去；英艦「熱忱」號緊追不捨。這艘孤單的英國戰艦雖竭其所能，但因受法艦強大的火力壓制，而未能切斷「正義」號的退路。「熱忱」號被幾發炮彈所擊中，一名艦員陣亡。

8月2日的其餘時間，納爾遜的艦艇都用以進行整修，或是登上投降的法艦、鞏固戰果。「古洛登」號尤其需要幫助；提魯布列茲艦長最終在02:00時使他的戰艦離開淺灘，但發現船沒了舵、而且每小時有超過120長噸（122公噸）水湧入船內。人員對船身進行緊急維修，並把一個後備中桅削製成一個代用舵；這又用了其後約兩天的時間。8月3日早上，納爾遜派「忒修斯」號和「利安德」號上前，迫擱淺的法艦「雷霆」號和「提摩利昂」號投降。「雷霆」甲板上擠滿1,600個從其他法國艦艇來的生還者，在英國戰艦駛近時投降了。「提摩利昂」號的餘部則在船上放火，然後乘坐小艇向岸上逃去；中午後不久該戰艦即發生爆炸，成為第十一艘——也是最後一艘——在尼羅河海戰中被毀或被俘的法國戰艦。

## 影響
「[我]登上甲板，看看雙方艦隊情況如何——真嚇人。整個海灣都被死屍所覆蓋——他們的身體被撕裂、被燒焦、傷痕累累，除了褲子以外連一點衣服也沒有。」——英艦「歌利亞」號水手約翰·尼可寫道，

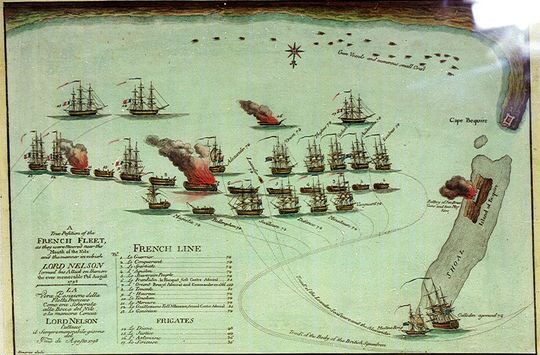
「法國艦隊停泊在尼羅河河口時的實際位置並納爾遜爵士的戰鬥部署」, 羅伯特·多德 (藝術家)，1800，國家航海博物館

英軍在此戰役中較準確的傷亡統計為218人陣亡，約677人受傷——雖然傷重而死的人數迄今未明。「柏勒洛豐」號上的傷亡人數最多，高達201人；其次則是「威嚴」號，有193人。除了「古洛登」號，受損最輕的是「熱忱」號——艦上只有一人陣亡、七人受傷。
英方傷亡人員包括陣亡的「威嚴」號艦長柏勒威斯科特、五個上尉和十個年輕軍官，艦長索摩賴斯、鮑爾和達秘、六個上尉受傷。除了「古洛登」號，船身嚴重受損的英艦是「柏勒洛豐」號、「威嚴」號和「前衛」號。皇家艦隊中只有「柏勒洛豐」號和「威嚴」號失去桅桿：前者桅杆盡斷，後者則失去主桅和後桅。
法軍傷亡數字難以估計，但明顯比英軍來得高很多。據估計法軍在此戰中約有2,000至5,000傷亡人員，中位數約為3,500，其中包括逾1,000名被俘的傷員，並2,000名戰死的人員（一半在「東方」號上喪生）。[Note A]除了陣亡的布魯依中將和受傷的班蘭夸特中將外，四名艦長陣亡，其餘七位嚴重受傷。法國艦隊受到嚴重損失：兩艘戰艦和兩艘巡防艦被擊毀（加上一艘被艦員鑿沉的炮艇），並有三艘被俘的戰艦因受損過重，以後再也沒有出海。在其餘的被俘戰艦中，只有三艘被充份地維修過，以後得以返回前線為皇家海軍服役。在戰後幾個星期，屍體被沖上埃及海岸，在極其乾燥炎熱的環境中慢慢腐爛。
納爾遜在8月2日早上視察海灣，感歎說：「勝利並不足以形容如斯情景。」英國艦隊繼續留在阿布基爾灣，達兩星期之久。納爾遜將這段時間都花在療傷、寫報告，和對埃及的軍事情勢進行分析（相關資訊從一艘被俘法艦上的文件取得）。根據紀錄，納爾遜的頭部創傷達「三吋長」，其程度之嚴重甚至使「顱骨曝露一吋之多」。在他的餘生中，他都感受到這傷口帶來的痛楚；它也在納爾遜頭上留下一道深深的疤痕，使納爾遜花了一些心機改換髮式，以盡可能將之加以遮掩。在納爾遜療傷的同時，他的下屬把有用的物資從殘骸中取出，並將自己的和俘獲的戰艦加以維修。
阿布基爾灣在戰後的整個星期內都篝火燎繞——這是當地的貝都因族人在慶祝英國的勝利。8月5日，「利安德」號被派到加的斯，艦長愛德華·貝利帶著納爾遜給聖文生伯爵的訊息。其後數1天，英軍把200名戰俘在嚴厲的條件下假釋，送到岸上；但拿破崙後來仍命令他們組成一支步兵單位，並把他們併入法國陸軍中。受傷的法國軍官被囚禁在「前衛」號上，有時會受納爾遜邀請，和這位皇家海軍指揮官共進晚餐。歷史學家約瑟·艾倫曾記載在某次晚餐上的一段小插曲：當時納爾遜的視力在受傷後仍未復原，因此他在晚餐上誤把牙簽遞給一名失去牙齒的軍官，然後再把鼻煙盒遞給一個在戰役中失去鼻子的軍官，引起一陣不小的尷尬。8月8日皇家艦隊攻打阿布基爾島，未經一戰，島上守軍已投降。登陸小組把島上四門炮拿走，然後摧毀沿著堡壘而設的其餘火炮，並把該島重新命名為「納爾遜島」。
8月10日，納爾遜派「熱忱」號的湯瑪士·杜浮上尉向英屬印度政府傳達有關此戰的信息。杜浮藉著定期的駱駝隊，經陸路橫越中東，到達阿勒頗，然後乘搭東印度公司的船「飛行」號從巴士拉抵達孟買，告知印度總督韋爾斯利子爵有關埃及的形勢。8月12日，湯瑪士·毛特雷艦長所指揮的HMS「綠寶石」號巡防艦、喬治·約翰斯頓·何普所指揮的HMS「阿爾克墨涅」號巡防艦和羅伯特·萊他力艦長HMS「好市民」號單桅帆船抵達亞歷山大港。起初納爾遜的艦隊以為這是一群法國戰艦的巡防艦分隊，因此「史威所爾」號上前趕走了他們；誤會釐清以後，他們在一天後回來。他們回來的同日，納爾遜派湯瑪士·白拉登·卡佩爾上尉指揮「麥爾汀」號，帶著戰報回英國去；原來的艦長哈迪已被晉昇為「前衛」號艦長。8月14日，「獵戶座」、「威嚴」、「柏勒洛豐」、「米諾陶」、「防衛」、「大膽」和「忒修斯」各英艦，並原屬法國的戰艦「富蘭克林」、「亞奎隆」、「征服者」、「民權」和「斯巴達」，被納爾遜撥歸在索摩賴斯手下，駛返地中海去。由於不少戰艦只有臨時風帆，因此艦隊花了一整日才駛到灣口，最終在8月15日駛入公海。8月16日，英軍把所俘獲的擱淺法艦「歡樂」號焚毀，因為該艦不可能再服役了；18日又把「戰士」號和「水星」號燒了。8月19日，納爾遜率領「前衛」號、「古洛登」號和「亞歷山大」號駛向那不勒斯，留下胡德指揮「熱忱」號、「歌利亞」號、「史威所爾」號和最近加入的巡防艦，以監視法軍在亞歷山大的活動。
法國艦隊遭遇滅頂之災的消息，在8月14日終於到了拿破崙手上；他當時正住在來往撒拉希和開羅路上的軍營中。信使是亞歷山大的法國總督讓·巴蒂斯特·克萊貝爾將軍的一個參謀，而那份報告則是干圖中將在匆忙間寫成的；干圖在戰後已加入了維爾納夫的艦隊了。有一份史料記述拿破崙接過報告後，不帶一絲感情地讀著它；之後他喚信差進來，希望得到更多詳情。當信差完成任務後，這位法國將軍像報告似的向身邊的人宣佈說：「我們不再有艦隊了——嗯，我們必須作一個選擇：留下來，或離開這國家，就像我們偉大的古人一般。」（"Nous n'avons plus de flotte: eh bien. Il faut rester en ces contrées, ou en sortir grands comme les anciens"）另一個版本則是拿破崙的祕書布列納所記載的。他指拿破崙幾乎承受不住這消息所帶來的打擊，大呼「不幸的布魯依，你到底作了甚麼事！」拿破崙後來將不少的責難歸在受傷的班蘭夸特中將頭上，錯誤地指責他在「富蘭克林」號未受損的情況下就投降了。在干圖和海軍部長布力斯的辯護下，班蘭夸特所面對的批評才得以減輕，但他終生未再得到任何指揮職位。但拿破崙當時最關心的卻是他的軍官；他們開始質問整場征服行動是否明智。他邀請他最資深的軍官和他共晉晚餐，問他們感覺如何。當他們回答說「好極了」後，他說整場戰爭的形勢也是如此，並說如果他們繼續「助長兵變、教唆士兵造反」，他會槍斃他們。為了鎮壓任何由當地人發起的暴動，埃及人被法軍威脅，說誰被聽到在討論尼羅河海戰，舌頭將被割斷。

### 各方反應
納爾遜第一批信差卻很快被法軍俘擄了。「利安德」號在8月18日的戰鬥中和法艦「慷慨」號於克理特島西岸激戰，但最終被俘。因此，尼羅河戰役的消息直到10月2日「麥爾汀」號上的卡佩爾回港後，才傳到英國。卡佩爾於11:15分踏入海軍部，私下把這消息告知史賓塞爵士；後者在聽時興奮得昏倒。雖然從前納爾遜因為無法截殺法國艦隊而受到傳媒無情的鞭韃，但在9月下旬，有關尼羅河海戰中皇家艦隊大獲全勝的消息已由歐洲大陸傳到英國，而卡佩爾帶來的確切報導，則受英國各地民眾的歡迎，舉國慶祝。四日內納爾遜已被晉昇為尼羅河和伯納姆村的納爾遜男爵；但納爾遜心裡對此並不滿意，認為他的戰績配受更高的賞賜。
在地中海，索摩賴斯將他的艦隊首先帶到馬爾他下錨，並向當地的反法叛軍提供支援。然後艦隊就駛向直布羅陀，並在當地守軍的歡呼聲中於10月18日抵達當地。索摩賴斯寫道：「我們實在無法為著他們的掌聲，並他們對我們艦隊的讚譽，作出任何相稱的感謝。」10月23日，皇家艦隊已將傷員送到軍事醫院，並在當地進行基本補給；同日艦隊向里斯本啟航，但「柏勒洛豐」號和「威嚴」號被留下，繼續維修。「民權」號也被留在直布羅陀——該艦被認為過於殘破，不能駛入大西洋返回英國；因此她被改為警戒艦，更名為HMS「戰士」號（HMS Guerrier）。其餘被俘法艦在進行基本維修後隨即駛向英國，並在塔霍河待上幾個月，並加入每年一次、由葡萄牙啟航的商船護航隊；那批法艦在1799年6月加入該護航隊，由海軍中將艾倫·加特拿爵士所率領的一支分艦隊押送，抵達英國普利茅斯。「征服者」號和「亞奎隆」號被分別更名為HMS「征服者」號和HMS「阿布基爾」號，（在名義上）於皇家海軍中服役；但他們的艦齡和被摧毀的程度，實在不適合作戰，因此兩艦最後均被當作廢船處理。總值£20,000的獎金（在2025年，這等於£2,482,000）被頒發給俘獲兩艦的戰鬥人員；相若金額的獎金也被頒發給俘獲法艦「戰士」、「水星」、「歡樂」和「民權」的戰鬥人員。但其他被俘戰艦的價值則高。「雷霆」號在1792年建成，使用亞德里亞海附近生長的橡木作為材料；「富蘭克林」號和「斯巴達」號則是新型戰艦，艦齡不足一年。「雷霆」號和「斯巴達」號得以使用原來的艦名加入皇家海軍，其後更參與了特拉法加海戰；「富蘭克林」號則因為被視為「世上最好的雙層船」，被英方更名為HMS「壽星」號。尼羅河海戰中被俘而後來被撥歸皇家海軍的全部法艦當時總值£130,000（在2025年，這等於£16,130,000）。

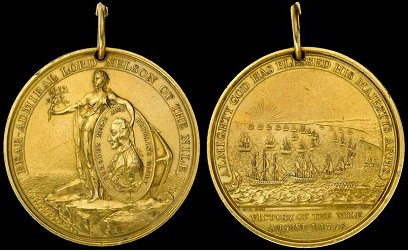
尼羅河戰役的金質獎章。通常會配以寬藍帶子戴上。獎章分為四個等級，根據軍階而頒發——金章頒給納爾遜及他的眾艦長、銀章頒給中尉及准尉、鍍金銅章頒給士官長、銅章則頒給海員及陸戰隊員等。

英國艦隊另外獲頒額外的獎金：大英帝國議會終生頒給納爾遜每年£2,000（在2025這相等於£265,930），而愛爾蘭議會則每年頒給他£1,000（但隨著愛爾蘭議會於1800年聯合法令生效後解散，此筆獎金其後無疾而終）。兩個議會一致通過對參戰人員表示感謝；每名艦長獲頒一枚金章，而各艦中尉則獲晉昇至指揮官。由於擱淺的「古洛登」號並未直接參與戰鬥，起初艦長提魯布列茲及其人員均被排除於獲獎名單之外；後經納爾遜求情，他們才獲得同等份量的獎賞。東印度公司因為納爾遜的行動為其物業帶來好處，亦頒給納爾遜£10,000的獎金（於2025這相等於£1,329,640）；倫敦、利物浦等城市、其他市政機關及商界均頒贈類似獎金給納爾遜。納爾遜的眾艦長則送他們的長官一把劍及一幅肖像畫，見證他們對納爾遜的敬重。納爾遜在公開場合讚賞他的軍官與他之間的緊密關係；在1798年9月29日，他引述莎士比亞的《亨利五世》說「我們雖少，但我們很快樂——我們是兄弟」（We few, we happy few, we band of brothers）。「納爾遜兄弟」的名聲由從而起；這班高質素的海軍軍官一直在納爾遜身邊共事至其去世。在接近五十年後，這場戰役獲承認為海軍服務獎章上可刻名為記的戰鬥行動之一，可供1847年時仍在世的英方參戰人員申請頒發。
雖然戰爭距今已超過200年，但最後一批陣亡英軍骸骨要到2005年才被發現，並由其時出訪埃及的漆咸號巡防艦官兵協助安葬。